# Sciftà
Il termine scifthà (in Ge'ez: ሽፍታ) o, in senso dispregiativo, t'era scifthà viene usato in diversi paesi dell'Africa orientale, e in particolare Eritrea, Etiopia, Kenya e Somalia, per indicare coloro che si oppongono alle istituzioni ufficiali, sulla base di motivazioni politiche, e che intraprendono di conseguenza una vita da ribelli e fuorilegge. Storicamente, venivano chiamate scifthà anche le milizie che operavano nelle più remote zone rurali e montane del Corno d'Africa, dove le istituzioni sia coloniali che postcoloniali avevano difficoltà a imporre il proprio controllo.
Poiché include sia il concetto di fuorilegge che quello di ribelle, il termine scifthà può essere inteso e usato con connotazioni sia positive che negative a seconda del contesto. In ogni caso esso non viene applicato a criminali comuni o semplici banditi, bensì implica che la ribellione contro le istituzioni abbia significative motivazioni politiche o sociali, come la convinzione che le autorità siano corrotte o comunque non rappresentative della volontà popolare o che sia necessario instaurare un ordine sociale diverso e più equo. In questo senso la figura degli scifthà ebbe in molti casi connotazioni fortemente indipendentiste in epoca coloniale.
La denominazione "t'era sciftha" viene impiegata in senso dispregiativo per riferirsi a uno scifthà che ha tradito le proprie motivazioni politiche ed è diventato un criminale comune. È noto che alcune autorità coloniali (per esempio il governo dell'Africa Orientale Italiana) usavano identificare tutti gli scifthà come "t'era scifthà", allo scopo di delegittimare i ribelli agli occhi della popolazione.
La figura degli scifthà è centrale, fra l'altro, nelle vicende dell'Etiopia postcoloniale; diversi signori della guerra e imperatori etiopi furono infatti scifthà prima di diventare abbastanza potenti da imporsi a loro volta come autorità. Fra questi si possono citare gli imperatori d'Etiopia Teuodros II e Giovanni IV.